# Рупрехт Пфальцский
Принц Рупрехт Пфальцский, герцог Камберлендский (нем. Prinz Ruprecht von der Pfalz, Herzog von Cumberland; англ. Prince Rupert of the Rhine, Duke of Cumberland; 17 декабря 1619 — 29 ноября 1682) — лидер «кавалеров», противников парламента в ходе английской Гражданской войны, рейнский пфальцграф.

## Биография
Сын Фридриха V и Елизаветы Стюарт. Племянник Карла I, брат курфюрстины Софии и дядя Георга I Великобританского.
Родился в Праге во время непродолжительного пребывания отца на богемском троне (именно за ту зиму, в которую родился Рупрехт, его родителей прозвали «зимними королём и королевой»). Вскоре семья Пфальцских была изгнана из Богемии Габсбургами, с 1622 года пребывала в Нидерландах. Возмужав, Рупрехт воевал в рядах нидерландских войск против Испании. В ходе Тридцатилетней войны сражался на стороне германских протестантов, но был захвачен в плен в Австрии и освобождён в 1641 году под честное слово не воевать против армии Габсбургов.
В 1642 году назначен главнокомандующим английской королевской кавалерией и получил в Англии известность как «принц Руперт». В июле 1643 года в ходе английской революции и гражданской войны взял Бристоль, в 1644 году Карл I присвоил ему титул герцога Камберлендского. Однако он в 1645 проиграл сражение при Нейзби, которое окончательно решило исход войны между парламентом и королём. После падения Оксфорда в 1646 году жил в изгнании, и до 1648 возглавлял английские части из эмигрантов в составе французской армии. 
В 1649 году он вместе со своим братом Морицем отправился для оказания помощи роялистам в Ирландии, но флот парламента под командованием Роберта Блейка сумел оттеснить их на юг, к Лиссабону.
Затем Рупрехт занимался каперством в Средиземном море, причиняя большой урон английским купцам, а с 1651 крейсировал в районе Азорских островов и Вест-Индии. 
Будучи подавленным смертью брата Морица в 1652 году, Рупрехт вернулся в Европу и с 1654 жил в Германии, но после Реставрации 1660 года вернулся в Англию и защищал её интересы в ходе морских войн с Нидерландами (Вторая англо-голландская война, Третья англо-голландская война).
Принимал деятельное участие в колонизации Канады в качестве основателя Компании Гудзонова залива, где его именем названы область, река и порт. Умер в Англии.
Любимым животным Рупрехта был большой белый пудель по кличке Бой, подаренный ему лордом Говардом во время заключения в крепости австрийском плену. Согласно суевериям пуритан, Бой был колдовским животным - фамильяром. Бой погиб в битве при Марстон-Муре, когда он, будучи привязан в лагере, отвязался и побежал за хозяином. Пуритане уверяли, что он был застрелен серебряной пулей.